# Srbijanska reprezentacija u rukometu na pijesku
Srbijanska reprezentacija u rukometu na pijesku predstavlja Srbiju u športu rukometu na pijesku.
Krovna organizacija za ovu reprezentaciju je Srbijanski rukometni savez.

### Sudjelovanja na velikim natjecanjima
Svjetska prvenstva:
- SP 2004.: -
- SP 2006.: -
- SP 2008.: 3. mjesto
- SP 2010.: -
- SP 2012.: -
- SP 2014.: 6. mjesto
- SP 2016.: -

Europska prvenstva:
- EP 2000.: ?
- EP 2002.: 5. mjesto
- EP 2004.: 8. mjesto
- EP 2006.: 5. mjesto
- EP 2007.: 4. mjesto
- EP 2009.: -
- EP 2011.: 7. mjesto
- EP 2013.: 4. mjesto
- EP 2015.: 5. mjesto

Svjetske igre:
- 2001.: ?
- 2005.: ?
- 2009.: -
- 2013.: -

## Vanjske poveznice
- (šp.) Sve o odbojci na pijesku